# Município de Perkins (condado de Erie, Ohio)
O município de Perkins (em inglês: Perkins Township) é um município localizado no condado de Erie no estado estadounidense de Ohio. No ano de 2010 tinha uma população de 12 202 habitantes e uma densidade populacional de 181,67 pessoas por km².

## Geografia
O município de Perkins encontra-se localizado nas coordenadas 41° 23′ 43″ N, 82° 41′ 36″ O. Segundo a Departamento do Censo dos Estados Unidos, o município tem uma superfície total de 67.17 km², da qual 66,81 km² correspondem a terra firme e (0,54 %) 0,36 km² é água.

## Demografia
Segundo o censo de 2010, tinha 12 202 pessoas residindo no município de Perkins. A densidade populacional era de 181,67 hab./km². Dos 12 202 habitantes, o município de Perkins estava composto pelo 90,27 % brancos, o 6,06 % eram afroamericanos, o 0,16 % eram amerindios, o 1,33 % eram asiáticos, o 0,44 % eram de outras raças e o 1,73 % eram de uma mistura de raças. Do total da população o 2,39 % eram hispanos ou latinos de qualquer raça.